# Euxoa rheatensis
Euxoa rheatensis là một loài bướm đêm trong họ Noctuidae.